# Ballard (Familienname)
Ballard ist ein englischer Familienname.

## Namensträger
- Adolphus Ballard (1867–1915), englischer Historiker
- Agnes Ballard (1877–1969), US-amerikanische Architektin und Pädagogin
- Alimi Ballard (* 1977), US-amerikanischer Schauspieler
- Brian Ballard (* 1960), US-amerikanischer Sportschütze
- Butch Ballard (1918–2011), US-amerikanischer Schlagzeuger des Swing und des Mainstream Jazz
- Carroll Ballard (* 1937), US-amerikanischer Filmregisseur
- Christophe Ballard (1641–1715), französischer Musikverleger
- Christopher Ballard (* 1958), britischer Kanute
- Clint Ballard Jr. (1931–2008), US-amerikanischer Songwriter
- Daniel Ballard (* 1999), nordirischer Fußballspieler
- David W. Ballard (1824–1883), US-amerikanischer Politiker
- D’Mitrius Ballard (* 1993), US-amerikanischer Boxer
- Florence Ballard (1943–1976), US-amerikanische Sängerin, Leadsängerin der Supremes
- Frank Ballard (1876–1902), englischer Fußballspieler
- Frankie Ballard (* 1982), US-amerikanischer Countrysänger
- Geoffrey Ballard (1932–2008), kanadischer Unternehmer
- George Ballard (Biograph) (1706–1755), englischer Antiquar und Biograph
- George Alexander Ballard (1862–1942), britischer Marineoffizier und Historiker
- Glen Ballard (* 1953), US-amerikanischer Musikproduzent
- Greg Ballard (Politiker) (Gregory Alan Ballard; * 1954), US-amerikanischer Geschäftsmann und Politiker
- Greg Ballard (Basketballspieler) (Gregory Ballard; 1955–2016), US-amerikanischer Basketballspieler
- Hank Ballard (1927–2003), US-amerikanischer R&B-Sänger
- Horatio Ballard (1803–1879), US-amerikanischer Jurist und Politiker
- James Graham Ballard (1930–2009), britischer Science-Fiction-Autor
- Jamie Ballard, britischer Schauspieler
- Jeff Ballard (* 1963), US-amerikanischer Schlagzeuger des Modern Jazz
- Jeffrey Ballard (* 1987), kanadischer Schauspieler
- Jianna Ballard (* 1993), kanadische Schauspielerin
- Joe N. Ballard (* 1942), US-amerikanischer Generalleutnant im Ruhestand
- John Ballard († 1586) englischer Jesuitenpriester und Drahtzieher der sogenannten Babington-Verschwörung
- Joshua J. Ballard, kanadischer Schauspieler und Synchronsprecher
- Kaye Ballard (* 1925), US-amerikanische Schauspielerin
- Keith Ballard (* 1982), US-amerikanischer Eishockeyspieler
- Louis W. Ballard (1931–2007), US-amerikanischer Komponist indianischer Abstammung
- Lucien Ballard (1904–1988), US-amerikanischer Kameramann
- Lucinda Ballard (1906–1993), US-amerikanische Kostümdesignerin
- M. Russell Ballard (1928–2023), US-amerikanischer Repräsentant des Mormonentums
- Margarette Ballard (1866–nach 1889), US-amerikanische Tennisspielerin
- Mark Ballard (* 1971), schottischer Politiker
- Pierre Ballard († 1639), französischer Musikverleger
- Robert Ballard (Musikverleger) (um 1530–1588), französischer Musikverleger
- Robert Ballard (Komponist) (um 1575–nach 1650), französischer Lautenist und Komponist
- Robert Ballard (Unterwasserarchäologe) (* 1942), US-amerikanischer Schriftsteller und Unterwasserarchäologe
- Robert Ballard (Leichtathlet) (* 1964), australischer Leichtathlet
- Russ Ballard (Russell Glyn Ballard; * 1945), britischer Rockmusiker, Komponist, Musikproduzent, Sänger und Gitarrist
- S. Thruston Ballard (Samuel Thruston Ballard; 1855–1926), US-amerikanischer Politiker
- William J. Ballard (1922–2006), US-amerikanischer Chorleiter, Musikpädagoge und -wissenschaftler
- Willis Todhunter Ballard (1903–1980), US-amerikanischer Schriftsteller